# Catan: Pomorci
Catan: Pomorci (engl. Catan: Seafarers, prije Seafarers of Catan) je proširenje društvene igre Catan. Glavne značajke su brodovi, polja zlata i pirati, a igra se na više otoka. Prvi je put izdana 1997. godine.
Osnovni set namijenjen je za troje do četvero igrača, dok je za petero do šestero igrača potrebno proširenje za više igrača.
Proširenje sadrži dodatne scenarije, neki od kojih zahtijevaju posebna pravila. Većina tih scenarija kompatibilni su i s proširenjima Catan: Gradovi i vitezovi i Catan: Trgovci i barbari.
Novi koncepti bili su dio Teuberova izvorna dizajna osnovna Catana, no kasnije su izdvojeni kao dio ovoga proširenja.

## Brodovi i pirati
Pomorci uvode brodove koji glume ceste na pločicama mora ili uz obalu. Svaki brod košta jedno drvo i jednu ovcu. Kod prijelaza s cesta na brodove, igrač prvo mora između posljednje ceste i prvog broda izgraditi naselje u kojem će brod biti usidren. Kada linija brodova nije usidrena s obje strane (tj. s jedne strane linija brodova kreće od nekog naselja, ali s druge strane ne završava s naseljem nego je brod slobodan), posljednji brod u liniji može se pomicati jednom po potezu. Ograničenje je i da se brod ne smije pomicati u istom potezu kada je i izgrađen.
U ovo je ekspanziji kartica "Najduža cesta" preimenovana je u "Najduži trgovački put" jer se, uz ceste, u najduži put ubrajaju i brodovi. Između broda i ceste mora se nalaziti naselje kako bi se oni smatrali jednim kontinuiranim putom.
Kartica "Gradnja cesta" omogućuje igraču gradnju dviju cesta ili dva broda ili jedne ceste i jednog broda.
Uz brodove, uveden je i pirat koji je analogan lopovu na kopnu - pirat krade resurse od obližnjih brodova, dok lopov krade resurse od obližnjih naselja ili gradova. Pirat može i spriječiti gradnju ili premještanje broda u svojoj blizini, ali ne sprječava gradnju naselja ili zamjenu resursa kroz luke.
Kada broj koji je pao na kockicama iznosi sedam, igrač može pomaknuti ili lopova ili pirata, ali ne i oboje.

## Zlatne rijeke
U ekspanziji Pomorci uvedena su polja "Zlatna rijeka" ili "Zlatno polje" koje igračima daje jednu karticu resursa po izboru za svako izgrađeno naselje na tom polju i dvije kartice resursa po izboru za svaki izgrađeni grad na tom polju.
Kada je ekspanzija Pomorci kombinirana s ekspanzijom Gradovi i vitezovi, prema pravilima igrač ne smije uzeti trgovačku robu (engl. commodities) pomoću zlatne rijeke, nego samo resurse.

## Istraživanje
Neki scenariji iz ove ekspanzije uvode element istraživanja, tako što su šesterokutna polja okrenuta licem prema dolje. Kada igrač izgradi naselje blizu neotkrivene pločice, pločica se otkriva (tj. okreće se licem prema gore) i igrač dobiva resurs, ako ta pločica može davati resurse.
U drugim scenarijima, ploča je podijeljena na više otoka i kada igrač izgradi naselje na otoku koji nije otok na kojem je igra počela, to naselje daje dodatne bodove za pobjedu.
Pravilnik ekspanzije Gradovi i vitezovi preporuča da se ne koriste njezina pravila kada se igra u kombinaciji sa scenarijem koji sadrži elemente istraživanja.

## Vanjske poveznice
- Službena stranica (engl.)
- Catan: Pomorci u bazi podataka stranice BoardGameGeek (engl.)
- Pravila za Pomorce na srpskom jeziku (srp.)
- Pravila za Pomorce na engleskom jeziku (engl.)